# 戈德斯 (德黑蘭省)
戈德斯是伊朗的城市，位於該國北部，由德黑蘭省負責管轄，始於1368年，海拔高度1,170米，市內有三間大學，農產品有小麥、大麥、玉米、番茄、蘋果、洋李等，2006年人口229,354。

## 外部連結
- Red Crescent - University of Shahryar & Shahr-e Qods